# Leanne Hinton
Leanne Hinton   (28 de setembre de 1941) és una professora emèrita de lingüística a la Universitat de Califòrnia a Berkeley. S'especialitzà en llengües ameríndies, sociolingüística, i revitalització lingüística. Ha estat descrita com a "una autoritat sobre com i per què els idiomes estan desapareixent, la importància de la diversitat lingüística i les formes en què les llengües indígenes es poden revitalitzar abans que sigui massa tard." " Ella va treballar per primera vegada amb els grups de nadius americans en educació bilingüe, disseny ortogràfic i desenvolupament de la literatura. Després d'unir-se a la facultat de Berkeley el 1978, Hinton va començar a treballar amb les llengües de Califòrnia."
La Dra. Hinton és directora del Survey of California and Other Indian Languages, i també participa en activitats i organitzacions de revitalització lingüística, inclosa Advocates for Indigenous California Language Survival i les seves conferències bianuals Breath of Life, per la qual és membre de la junta consultora.

## Obres publicades
- Hinton, Leanne. Bringing Our Languages Home: Language Revitalization for Families.  Berkeley: Heyday Books, 2013. ISBN 978-1597142007.
- Hinton, Leanne. Sound Symbolism.  Cambridge: Cambridge University Press, 2006. ISBN 978-0-521-02677-2.
- Hinton, Leanne. How to Keep Your Language Alive.  Berkeley: Heyday Books, 2002. ISBN 978-1-890771-42-3.
- Hale, Kenneth. The Green Book of Language Revitalization in Practice.  Boston: Academic Press, 2001. ISBN 978-0-12-349354-5.
- Hinton, Leanne. Ishi's Tale of Lizard. 1st.  Heyday Books, 2000. ISBN 1-890771-32-5.
- Hinton, Leanne. Studies in American Indian Languages.  Berkeley: University of California Press, 1998. ISBN 978-0-520-09789-6.
- Hinton, Leanne. Flutes of Fire.  Berkeley: Heyday Books, 1993. ISBN 978-0-930588-62-5.
- Hinton, Leanne. Havasupai Songs: a Linguistic Perspective.  City: John Benjamins Pub Co, 1984. ISBN 978-3-87808-356-6.
- Hinton, Leanne. A Dictionary of the Havasupai Language.  Havasupai Tribe, 1984. ASIN B0006YSJ6W
- Hinton, Leanne. Spirit Mountain.  Tucson: Sun Tracks and the University of Arizona Press, 1984. ISBN 978-0-8165-0817-4.